# Alusiano di Bulgaria
Alusiano di Bulgaria (1000 circa – dopo il 1041) era figlio di Giovanni Ladislao di Bulgaria e regnò brevemente sulla Bulgaria nel 1041, salvo poi fare ritorno nell'impero bizantino dove probabilmente trascorse il resto della sua vita.

## Biografia
Alusiano di Bulgaria era il secondogenito di Giovanni Ladislao di Bulgaria e di una donna chiamata Maria. A seguito della morte del padre, avvenuta nel 1018, lui e il fratello maggiore Presiano II di Bulgaria (996 o 997-1060 o 1061) tentarono inutilmente di resistere all'annessione della Bulgaria all'Impero bizantino, ma già nel 1018 dovettero arrendersi all'imperatore Basilio II Bulgaroctono.
Una volta giunto alla corte bizantina la sorte di Alusiano fu favorevole, tanto che lì visse per una decina d'anni ricoprendo posizioni di spicco, essendo stato infatti nominato governatore di Teodosiopoli, in Asia Minore. Per incrementare la propria ricchezza sposò una giovane della nobiltà armena, ma nel decennio del 1030 perse i favori dell'imperatore Michele IV il Paflagone e di suo fratello Giovanni l'Orfanotrofo (morto il 13 maggio 1043).
Conseguenza fu che Alusiano perse diverse proprietà e pagò una pesante ammenda per presunti misfatti da lui commessi. Quando nel 1040 udì che suo cugino Pietro Deljan aveva scatenato una rivolta, con un certo successo lasciò la corte bizantina per unirsi a lui. Secondo un'altra ricostruzione presumibilmente i romei, conoscendo i rapporti tra i due rami della famiglia reale bulgaro-macedone, lo inviarono nella regione con la speranza di provocare una spaccatura tra i principali fomentatori. Sfruttando il suo ascendente e la sua personalità carismatica, attirò attorno a sé una rete di fedeli seguaci, convinti che fosse più opportuno nominare lui al comando delle sommosse. Suo cugino lo accolse con benevolenza, ma presto i rapporti tra Alusiano e Deljan si deteriorarono ed entrambi cominciarono a guardarsi con sospetto, specialmente Pietro, il quale aveva capito che l'altro voleva sfidare la sua autorità. Malgrado le diffidenze reciproche, delle truppe bulgare guidate da Alusiano partirono alla volta di Tessalonica, ma gli assedianti caddero vittima di un'imboscata alle porte della città e la sortita si concluse con un disastro. Alusiano fu costretto a scappare presso il lago di Ostrovo, accusò Deljan delle gravi perdite subite dall'esercito, le quali avevano tra l'altro ridotto il numero di guerrieri su cui si poteva contare. In Pietro Deljan si instillarono dunque quasi definitivamente il dubbio di un tradimento e il timore che si potesse trattare di una spia bizantina la quale avesse di proposito perduto la battaglia per indebolire il vigore della ribellione.

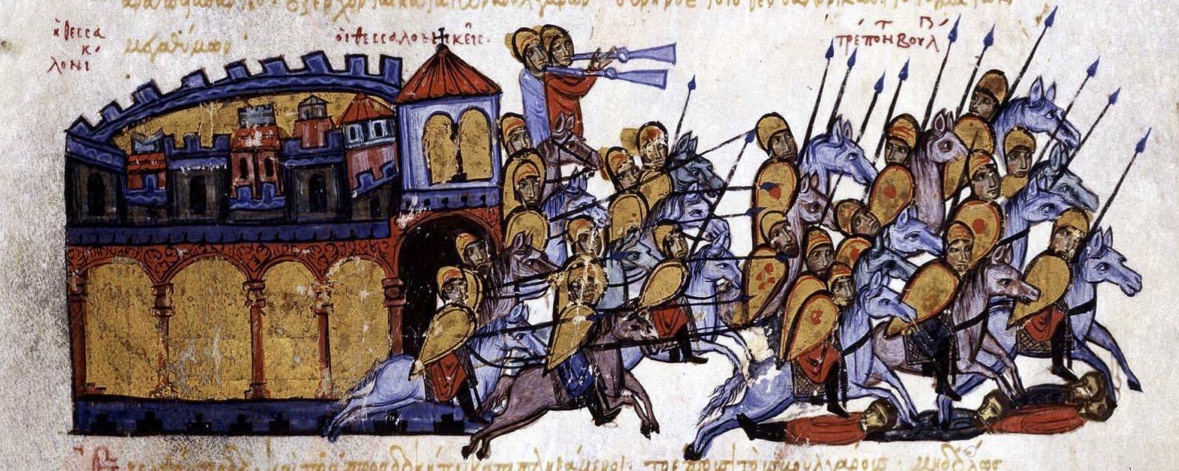
I bulgari guidati da Alusiano si ritirano dopo aver perso in battaglia contro i bizantini. Miniatura tratta dallo Scilitze di Madrid

Una notte del 1041 Alusiano, facendosi forte del fatto che il cugino fosse inebriato dal vino, durante un banchetto lo assalì tagliandogli il naso e accecandolo. Ciò rese decisamente marginale il ruolo di Pietro e Alusiano finì di fatto per assumere il controllo dell'intero movimento. Poiché egli faceva parte della linea di sangue di Samuele di Bulgaria, venne infatti proclamato quale nuovo imperatore dalle truppe. Gli insorti si impegnarono contro i romei in uno scontro dalle grandi proporzioni, la battaglia di Ostrovo, uscendone però battuti; il sostegno cominciò così a sfaldarsi e si dissolse poi gradualmente del tutto. Alusiano, tuttavia, stava già meditando di far rientro nei ranghi dell'impero bizantino e all'indomani della battaglia attuò il suo piano consegnando l'orbato cugino al nemico. Il nobile ricevette in premio per la sua collaborazione tutte le proprietà che aveva perso oltre al titolo di magister officiorum, un titolo che era già stato dato in precedenza ad altri imperatori bulgari deposti quali suo fratello Presiano o Boris II di Bulgaria.
Quel che fu della vita di Alusiano dopo il 1041 non è noto, ma i suoi discendenti continuarono a prosperare entro i ranghi dell'aristocrazia bizantina fino al XIV secolo.

## Ascendenza
|                               |   |                    | Genitori |  |  | Nonni              |  |  | Bisnonni       |  |
|                               |   |                    |          |  |  | Aronne di Bulgaria |  |  | Nicola (komes) |  |
|                               |   |                    |          |  |  | Aronne di Bulgaria |  |  | Nicola (komes) |  |
|                               |   | Ripsimia d'Armenia |          |  |  | Aronne di Bulgaria |  |  |                |  |
| Giovanni Ladislao di Bulgaria |   |                    |          |  |  | Aronne di Bulgaria |  |  |                |  |
|                               |   | …                  | …        |  |  |                    |  |  |                |  |
|                               |   | …                  | …        |  |  |                    |  |  |                |  |
|                               |   | …                  | …        |  |  |                    |  |  |                |  |
| Alusiano di Bulgaria          |   | …                  |          |  |  |                    |  |  |                |  |
|                               | … | …                  |          |  |  |                    |  |  |                |  |
|                               | … | …                  |          |  |  |                    |  |  |                |  |
|                               | … | …                  |          |  |  |                    |  |  |                |  |
| Maria                         | … |                    |          |  |  |                    |  |  |                |  |
|                               |   | …                  | …        |  |  |                    |  |  |                |  |
|                               |   | …                  | …        |  |  |                    |  |  |                |  |
|                               |   | …                  | …        |  |  |                    |  |  |                |  |
|                               |   | …                  |          |  |  |                    |  |  |                |  |

## Discendenza
Alusiano sposò una nobile armena proveniente dalla provincia del Charsianon (attuale Turchia) e da lei ebbe diversi figli fra cui:
- Basilio, che fu generale bizantino e governatore di Edessa

- Anna, che sposò l'imperatore Romano IV Diogene[5]
- Samuele, che fu un ufficiale dell'esercito bizantino attivo nel thema armeniaco

## Giudizio storiografico
Le informazioni fornite dagli scritti medievali consentono di dedurre che fosse stato sempre segretamente affiliato ai bizantini, sabotando l'insurrezione dall'interno. Dopo aver raggiunto l'obiettivo, la sua famiglia si prodigò per ottenere l'amnistia e tornare così in pompa magna nell'impero. Ciò è confermato dal resoconto di Giovanni Cecaumeno sulle manovre da lui compiute; le sue azioni, infatti, sarebbero state talmente inconcepibili da risultare deliberate.